# Antonio La Penna
Antonio La Penna (Bisaccia, 9 gennaio 1925 – Firenze, 9 aprile 2024) è stato un latinista, filologo classico e aforista italiano, tra i più illustri latinisti europei, attivo dalla metà del Novecento al primo quarto del XXI secolo.

## Biografia

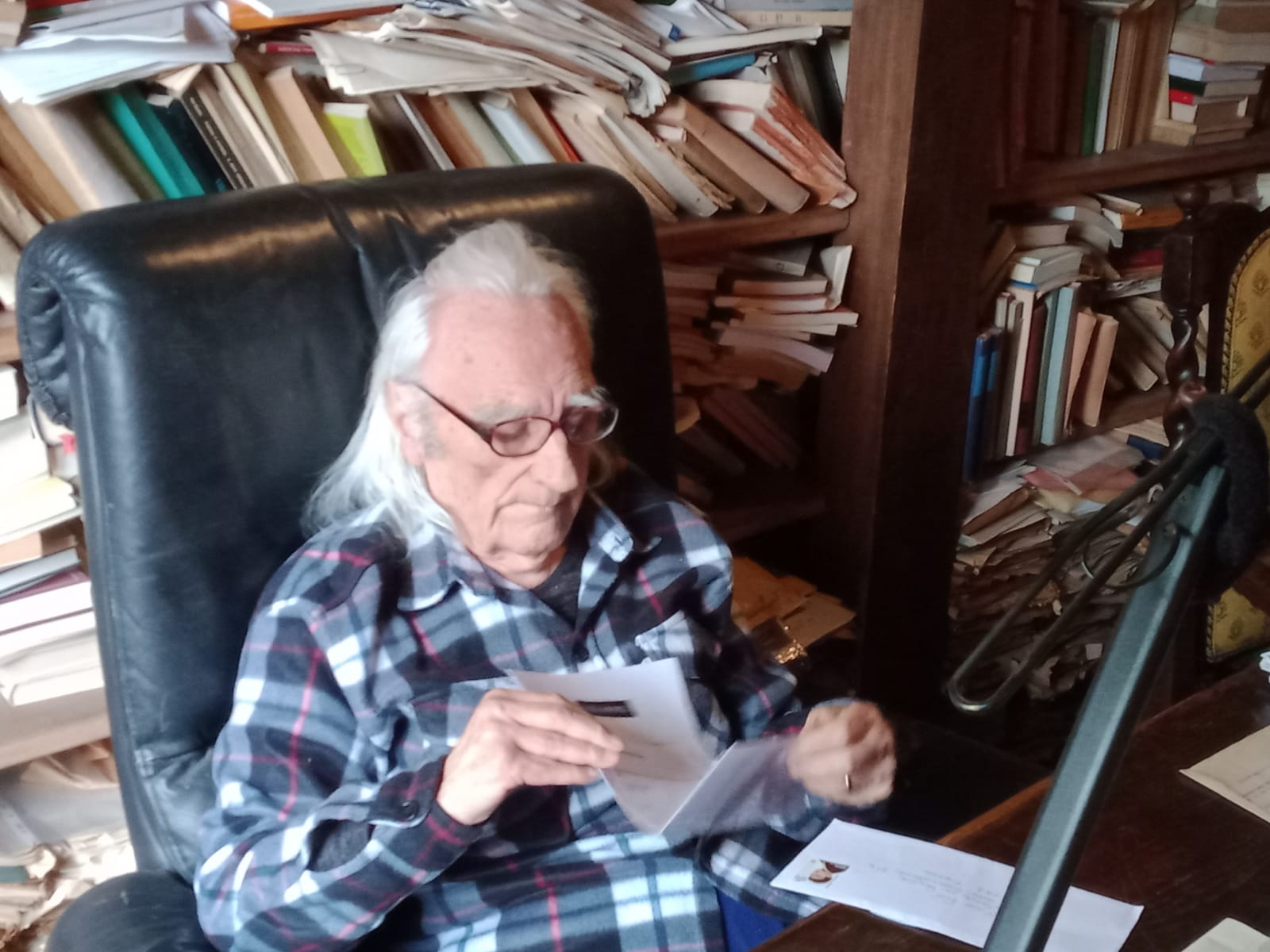
Antonio La Penna mentre apre il contratto del suo libro La favola antica, aprile 2021

Nato a Bisaccia, in provincia di Avellino, fratello minore di Bartolomeo (nato anche lui a Bisaccia il 19 ottobre 1910), caduto nel 1941 al comando del sommergibile Smeraldo, dopo gli studi ginnasiali a Sant'Angelo dei Lombardi e quelli liceali al "Colletta" di Avellino, si formò all'Università di Pisa e alla Scuola Normale Superiore, sotto la guida di Cesare Giarratano e, soprattutto, di Giorgio Pasquali. Dopo un breve periodo di lavoro in Francia, appena laureato, ritornò in Italia dove, dall'insegnamento nei licei classici, approdò a quello universitario nel 1956, divenendo così professore di letteratura latina presso le Università di Pisa e di Firenze. Tenne per quasi trent'anni un seminario di filologia latina presso la Scuola Normale Superiore di Pisa. Dal 2002 fu socio nazionale dell'Accademia dei Lincei.
Autore di oltre seicento tra articoli e volumi sulle letterature latina e greca, ma anche italiana ed europea, e sulla storia del pensiero, della cultura, della filologia, della scuola e dell'università, legò il suo nome in particolare alla storia degli studi su Macrobio, Cesare, Sallustio, Orazio, Properzio, Virgilio, Ovidio, Persio, Petronio, Marziale, Giovenale e, in generale, allo studio della storiografia antica.
I suoi interessi riguardarono anche la letteratura italiana dalle origini al Novecento, e la letteratura europea, soprattutto francese. In questi due campi si concentrò soprattutto su Dante, Petrarca, Ariosto, Guicciardini, Diderot, Leopardi, Giosuè Carducci, Gide, Valéry, Camus, Gadda. Grande attenzione fu inoltre dedicata alla scuola.
Antonio La Penna morì nella sua casa di Firenze il 9 aprile 2024 all'età di 99 anni.

## Opere principali

### Saggi
- Properzio. Saggio critico seguito da due ricerche filologiche, La Nuova Italia, Firenze 1951.
- Orazio e l'ideologia del principato, Einaudi, Torino 1963
- Giorgio Pasquali, Orazio lirico, a cura di, Le Monnier, Firenze 1964
- Romanae res et litterae. Antologia latina, Loescher, Torino 1966, 1974
- Primordia et incrementa latinitatis. Antologia latina, Loescher, Torino 1967
- Virgilio e la crisi del mondo antico, in Virgilio, Tutte le opere, Sansoni, Firenze 1967
- Orazio e la morale mondana europea, in Orazio, Tutte le opere, Sansoni, Firenze 1968
- Sallustio e la «rivoluzione romana», Feltrinelli, Milano 1968; II ed., Bruno Mondadori, Milano 2018.
- Gaio Giulio Cesare, Cesare in Gallia: diari di guerra, civilta dei Galli, a cura di, Loescher, Torino 1969
- Introduzione a Sesto Properzio, Elegie, Einaudi, Torino 1970
- Virgilio, Dalla bucolica all'epica, a cura di, con Cesare Grassi, La Nuova Italia, Firenze 1971
- Epos e civiltà dei popoli. Antologia epica, Loescher, Torino 1973
- Aspetti e momenti della cultura letteraria in Magna Grecia nell'età romana, in La Magna Grecia nell'età romana, 2 voll., Arte tipografica, Napoli 1976
- I classici della cultura latina. Antologia latina, 3 voll., La Nuova Italia, Firenze 1977
- L'integrazione difficile. Un profilo di Properzio, Einaudi, Torino 1977
- Introduzione a Chester G. Starr, Storia del mondo antico, Editori Riuniti, Roma 1977
- Politica e cultura in Roma antica e nella tradizione classica moderna, 1. Aspetti del pensiero storico latino, Einaudi, Torino 1979, 1983
- Politica e cultura in Roma antica e nella tradizione classica moderna, 2. Fra teatro, poesia e politica romana, Einaudi, Torino 1979
- Persio e le vie nuove della satira latina, in Persio, Satire, Rizzoli, Milano 1979
- Concetto Marchesi. La critica letteraria come scoperta dell'uomo, La Nuova Italia, Firenze 1980
- Sugli inizi della filologia classica "positivistica" in Germania, in Scienza e filosofia nella cultura positivistica, a cura di Antonio Santucci, Feltrinelli, Milano 1982
- Introduzione a Virgilio, Bucoliche, Rizzoli, Milano 1983
- Introduzione a Virgilio, Georgiche, Rizzoli, Milano 1983
- Relativismo e sperimentalismo di Ovidio, in Gianpiero Rosati, Narciso e Pigmalione, Sansoni, Firenze 1983
- La città moribonda. Variazioni su Petronio e altre poesie, Sansoni, Firenze 1985
- Epica classica. Epos e civiltà dei popoli, Loescher, Torino 1985
- Cultura latina. Antologia, 3 voll., La Nuova Italia, Firenze 1986
- La cultura letteraria a Roma, in Il mondo degli antichi, vol. 8, tomo 2, Laterza, Bari-Roma 1986, 2006 (vol. a sé) ISBN 88-420-7724-0
- Educazione e cultura nella Roma antica. Antologia, 2 voll., La Nuova Italia, Firenze 1986
- I classici di Roma. Antologia, La Nuova Italia, Firenze 1987
- Epos e civiltà del mondo antico, Loescher, Torino 1991
- Epos omerico e civiltà dei Greci, Loescher, Torino 1991
- La storiografia, in La prosa latina, La Nuova Italia, Firenze, 1991
- Tersite censurato e altri studi di letteratura fra antico e moderno, Nistri-Lischi, Pisa 1991
- Saggi e studi su Orazio, Sansoni, Firenze 1993
- Da Lucrezio a Persio, Sansoni, Firenze 1995
- Dialogo di Orazio e Voltaire e altri dialoghi teatrali oraziani, Rizzoli, Milano 1995
- Sulla scuola, Laterza, Bari 1999
- Eros dai cento volti. Modelli etici ed estetici nell'età dei Flavi, Marsilio, Venezia 2000
- Introduzione a Virgilio, Eneide, a cura di Riccardo Scarcia, BUR, Milano 2002
- Latino e greco nel plurilinguismo dell'Eros e Priapo di Carlo Emilio Gadda, in Per Carlo Muscetta, a cura di Novella Bellucci e Giulio Ferroni, Bulzoni, Roma 2002
- Lo studio del mondo antico nell'Antologia del Vieusseux, in Leopardi a Firenze, Olschki, Firenze 2002
- Prima lezione di letteratura latina, Laterza, Bari 2003 ISBN 978-88-420-6856-3
- Quintiliano, l'impero, le istituzioni, in Intellettuali e potere nel mondo antico, Dell'Orso, Alessandria 2003
- Introduzione a Esopo, Favole, a cura di Cecilia Benedetti, Mondadori, Milano 2004
- Aforismi e autoschediasmi. Riflessioni sparse su cultura e politica degli ultimi cinquant'anni (1958-2004), Società Editrice Fiorentina, Firenze 2005 ISBN 88-87048-88-6
- L'impossibile giustificazione della storia. Un'interpretazione di Virgilio, Laterza, Roma-Bari, 2005, ISBN 88-420-7639-2.
- Memorie e discorsi irpini di un intellettuale disorganico, 2012, Grottaminarda, Delta 3, SBN RT10029690.
- La letteratura latina del primo periodo augusteo (42-15 a.C.), Laterza, Roma-Bari, 2013, ISBN 978-88-581-0428-6.
- "Fausto Giordano nel gran mare della fortuna di Orazio", Premessa a F. Giordano, "Percorsi testuali oraziani tra intertestualità, critica del testo ed esegesi", Pàtron editore, Bologna 2013
- C. Sallusti Crispi Historiae, Fragmenta 1.1-146, Walter de Gruyter, Berlin 2015, ISBN 978-3-11-019566-8.
- Ovidio. Relativismo dei valori e innovazione delle forme, Pisa, Edizioni della Normale, 2018.
- Io e l'antico, conversazione con Arnaldo Marcone, Pisa, Della Porta Editori, 2019.
- La favola antica. Esopo e la sapienza degli schiavi, Con una bibliografia degli scritti dell’autore (1995-2021), a cura di Giovanni Niccoli e Stefano Grazzini, Pisa, Della Porta Editori, 2021.
- Filologia e studi classici in Italia tra Ottocento e Novecento. Vol. I: Orientamenti, istituzioni, temi, a cura di Stefano Grazzini e Giovanni Niccoli, Collana Sentieri, Pisa, Della Porta Editori, 2024, ISBN 978-88-962-0946-2.
- Filologia e studi classici in Italia fra Ottocento e Novecento. Vol. II: Maestri e metodi, Pisa, Della Porta Editori, 2024.

### Traduzioni
- Gaio Giulio Cesare, La guerra civile, a cura di, Einaudi, Torino 1954; Marsilio, Venezia 1999; Einaudi, Torino 2004 ISBN 978-88-06-18199-4.
- Ovidio, Ibis, a cura di, La Nuova Italia, Firenze 1955
- Quinto Orazio Flacco, Satire ed Epistole, a cura di, La Nuova Italia, Firenze 1957
- Fedro, Favole, a cura di, Einaudi, Torino 1959
- Quinto Orazio Flacco, Sermo et lyra, a cura di, La Nuova Italia, Firenze 1969

### Curatele
- Giacomo Leopardi, Scritti inediti o rari, a cura di, con Umberto Bosco, Le Monnier, Firenze 1967.
- Fontes antiqui. Antologia di documenti e autori antichi per lo studio delle civiltà medio-orientali e classiche, con Claudio Moreschini, 2 voll., Loescher, Torino 1968.

### Altri scritti
- Salmi senza musica e varietà, Edizioni del Centro librario, Bari 1963 (con lo pseudonimo Bartolomeo Calamo)

## Riconoscimenti
- Nel 1987 gli venne conferito il Premio Feltrinelli dell'Accademia Nazionale dei Lincei per la Storia e critica della letteratura.[2]